# كهف بارتون كريك
كهف بارتون كريك هو كهف طبيعي في بليز، معروف كموقع أثري ووجهة سياحية. يقع في منطقة بارتون كريك بالقرب من سان إجناسيو في منطقة كايو.

## وصلات خارجية
- http://www.caves.org/pub/journal/PDF/V64/v64n3-Abstracts.pdf